# Bundesautobahn 60
Bundesautobahn 60 (em português: Auto-estrada Federal 60) ou A 60, é uma auto-estrada na Alemanha.
A Bundesautobahn 60 tem 83 km de comprimento.

## Estados
Estados percorridos por esta auto-estrada:
- Renânia-Palatinado
- Hessen